# الكسندر بيرنت
الكسندر بيرنت هو سياسي بريطاني، ولد في 30 يوليو 1973. نشط حزبياً في الاسكتلنديون المحافظون ‏ وحزب المحافظين. في 2016 Scottish Parliament election ‏، انتخب Member of the 5th Scottish Parliament ‏ عن دائرة Aberdeenshire West (Scottish Parliament constituency) ‏ وقد انضم خلال فترته النيابية ‏ (5 مايو 2016 – ) للكتلة البرلمانية الاسكتلنديون المحافظون ‏.

## وصلات خارجية
- الموقع الرسمي